# 準正
準正（じゅんせい）とは、非嫡出子（婚姻関係にない両親から生まれた子）が嫡出子（婚姻関係にある両親の子）の身分を取得することをいう。

## 国内私法（民法）における準正

### 概説
準正とは非嫡出子（嫡出でない子）が嫡出子としての身分を取得することである。父母の婚姻を促進することで子の保護を図り、子の出生時期が父母の婚姻の前後の如何によって取扱いに差異を生じないようにするための制度である。日本法における準正には婚姻準正と認知準正がある。

### 婚姻準正
（子の母とは婚外にある）父が認知した子は、その父母の婚姻によって嫡出子の身分を取得する（民法789条1項）。これを婚姻準正という。
婚姻準正の効果の発生時については、出生時説もあるが、婚姻時説が通説となっている。

### 認知準正
婚姻中、父母が認知した子は、その認知の時から、嫡出子の身分を取得する（民法789条2項）。これを認知準正という。
同項の条文上は「婚姻中父母が認知した子は……」と規定されているが、現在の判例では、母子関係は原則として母の認知をまたず分娩の事実によって当然に発生するため、原則として認知は父子関係においてのみ問題となり、母の認知は棄児や迷子など懐胎・分娩の事実が立証不可能の場合に限定的に機能するにすぎない。
また、認知準正の効果の発生時について、条文上は「認知の時から」嫡出子の身分を取得する旨規定されている。
しかし、父が生存中に任意認知をしなかったため、死後に強制認知（認知の訴えによる認知。民法787条）があった場合は認知準正となるが、その効果が認知の時であるとすれば、婚外子差別規定があった国籍取得や相続において、嫡出子としての父親の国籍や嫡出子と同様の権利がないという問題があった。
このような背景もあり、学説は認知時説、出生時説、婚姻時説に分かれ、かつては認知時説が通説とされたが、現在は子の保護の観点から婚姻時説が通説となっている。通説は、認知準正の場合にも婚姻準正と同じく、婚姻の時から準正の効果が生じると解しており、実務先例もこれに従っている（昭和42年（1967年）3月8日民甲第373号民事局長回答）。
このことはつまり、婚姻時に男性は婚姻中に配偶者が産む子について自動的に認知したものとみなされることを意味する。長期間に渡る性交渉の不在や男性の性的不能、子の遺伝子検査等によって、子の母親の配偶者が、子の遺伝的な父親でないことが明らかである場合も例外ではない（民法772条）。この場合は出生から一年以内に嫡出否認の訴えを起こすことで認知を取り消すことが出来る（民法774条）。

国籍取得や法定相続について婚外子差別に関する民法規定は2008年6月4日の最高裁判決（婚外子国籍訴訟）や2013年9月4日の最高裁判決（婚外子相続差別訴訟）で違憲判決が出され、その後に婚外子差別を是正する民法改正案が成立した。これらの法改正により父親から認知を受けた非嫡出子については、準正を受けなくても嫡出子との差別は無くなっている。

### 準正の効果
準正の効果は嫡出子の身分の取得である（民法789条）。

## 国際私法における準正
子は、準正の要件となる事実の完成の当時の父若しくは母又は子の本国法により準正が成立するときは、嫡出子の身分を取得する（法の適用に関する通則法30条1項）。